# Peristéra
Peristéra (en grec moderne : Περιστέρα, féminin de « pigeon »), également appelée Áspro (Άσπρο, « blanc ») ou localement Xiró (Ξηρό, « sec »), est une île de Grèce de l'archipel des Sporades. Elle est administrativement rattachée à la municipalité d'Alonnisos et se situe juste à l'est de l'île du même nom. 
Le recensement de 1991 fait état d'une population trois habitants, ce qui en fait l'un des plus petits districts municipaux au nord des Sporades ; celui de 2001 fait état d'une population de cinq habitants.